# Bobby Brown (labdarúgó, 1923)
Robert Brown (Dunipace, 1923. március 19. – 2020. január 15.) válogatott skót labdarúgó, kapus, edző. A skót válogatott szövetségi kapitánya (1967–1971).

## Pályafutása

### Klubcsapatban
1939 és 1946 között a Queen's Park, 1946 és 1956 között a Rangers, 1956 és 1958 között a Falkirk labdarúgója volt. A Rangers csapatával öt bajnoki címet és négy skótkupa-győzelmet ért el. A Falkirkkal egyszeres kupagyőztes volt.

### A válogatottban
1946 és 1952 között öt alkalommal szerepelt a skót válogatottban.

### Edzőként
1958 és 1967 között a St. Johnstone vezetőedzője volt. 1967 és 1971 között a skót válogatott szövetségi kapitányaként tevékenykedett.

## Sikerei, díjai
Rangers
- Skót bajnokság
  - bajnok (5): 1955–56, 1955–56, 1955–56, 1955–56, 1955–56
- Skót kupa
  - győztes (4): 1948, 1949, 1950, 1953

 Falkirk
- Skót kupa
  - győztes: 1957